# Estación Arturo Vatteone
Arturo Vatteone es una estación ferroviaria del Ferrocarril Domingo Faustino Sarmiento de la Red ferroviaria argentina.

## Ubicación
Se encuentra en la localidad de Arturo Vatteone, en el partido de Adolfo Alsina, provincia de Buenos Aires, Argentina.

## Servicios
No presta servicios de pasajeros. Sus vías están concesionadas a la empresa de cargas Ferroexpreso Pampeano.